# Доуни, Джон, 4-й виконт Даун
Джон Доуни, 4-й виконт Даун (англ. John Dawnay, 4th Viscount Downe; 9 апреля 1728 — 21 декабря 1780) — британский пэр и политик.

## Происхождение
Родился 9 апреля 1728 года. Младший сын достопочтенного Джона Дауни (1686—1740), старшего сына Генри Дауни, 2-го виконта Дауна (1664—1741). Его матерью была Шарлотта Луиза, дочь Роберта Плейделла. Старший брат — Генри Доуни, 3-й виконт Даун.

## Политическая карьера
В 1754—1768 годах Джон Доуни заседал в Палате общин Великобритании от Сайренчестера.
9 декабря 1760 года после смерти от ран в Семилетней войне своего старшего брата, Генри Плейделла Доуни, 3-го виконта Дауна (1727—1760), Джон Доуни унаследовал титул 4-го виконта Дауна (Пэрство Ирландии). Однако, поскольку это было ирландское пэрство, оно не давало ему права на место в английской Палате лордов и, следовательно, не мешало ему оставаться членом Палаты общин. С 1768 по 1774 год он заседал в Палате общин Великобритании от Малтона.

## Семья
20 мая 1763 года лорд Даун женился на Лоре Бертон (? — 24 апреля 1812), дочери Уильяма Бертона. Они жили в Ковик-холле в Йоркшире и имели по меньшей мере семерых детей:
- Джон Доуни, 5-й виконт Даун (15 ноября 1764 — 18 февраля 1832)[2], старший сын и преемник отца.
- Достопочтенный Уильям Генри Плейделл Доуни, умер молодым
- Достопочтенная Кэтрин Доуни (23 августа 1768 — 9 июля 1821)
- Уильям Доуни, 6-й виконт Даун (20 августа 1772 — 23 мая 1846)[2]
- Достопочтенная Лора Доуни (род. 17 июня 1774), умерла молодой
- Достопочтенный Мармадьюк Доуни (26 июля 1777 — 1 октября 1851), с 1824 года Мармадьюк Лэнгли
- Преподобный Томас Доуни (30 мая 1779 — 1 января 1850), ректор Эшвелла

Лорд Даун скончался в декабре 1780 года в возрасте 62 лет, и ему наследовал его старший сын Джон.